# Дибка Олександр Олександрович
Дибка Олександр Олександрович — старший солдат розвідник батареї управління та артилерійської розвідки 30 окремої механізованої бригади Збройних Сил України учасник російсько-української війни, що героїчно загинув у 2023 році виконуючи бойове завдання.

## Життєпис
Народився 11 квітня 1997 року в Києві. Був дуже активним та відповідальним, займався футболом. Навчався в школі №63 (2003-2014 роки). Після закінчення школи вступив до КНТЕУ на спеціальність "Маркетинг", отримавши бакалавра у 2018 році.
З 12 жовтня 2018 року по 02 квітня 2020 року пройшов строкову службу на посаді стрілець-снайпер у 26-тій артилерійській бригаді імені генерал-хорунжого Романа Дашкевича.
Влаштувався на роботу в компанію Dnipro-M на посаду спеціаліста підтримки користувачів, де займався допомогою співробітникам компанії в технічних проблемах з питаннями по їх усуненню.  
Був дуже здібною людиною, у всіх спортивних та інтелектуальних заходах, у яких брав участь, отримував призові місця, як в шкільні роки так і в роки служби. За що має багато нагород та медалей.  
Після початку повномасштабного вторгнення РФ в Україну, 24 лютого 2022 року разом з батьком пішов добровольцем до центру комплектування. Потім був призваний по мобілізації до 30 окремої механізованої бригади Збройних Сил України на посаду корегувальник артилерійського вогню, у складі якої з березня 2022 року брав участь у бойових діях Харківської області (Ізюмський напрямок) та Донецької області Бахмутського району проти "вагнерівців". За що не одноразово отримував подяку від керівництва за виконання бойових завдань.
Прийняв військову присягу на вірність Україні 17 листопада 2018 року:
"Я, Дибка Олександр Олександрович, вступаю на військову службу і урочисто присягаю Українському народові завжди бути йому вірним і відданим,
обороняти Україну, захищати її суверенітет, територіальну цілісність і недоторканність, сумлінно і чесно виконувати військовий обов’язок,
накази командирів, неухильно додержуватися Конституції України та законів України, зберігати державну таємницю.
Присягаю виконувати свої обов’язки в інтересах співвітчизників.
Присягаю ніколи не зрадити Українському народові!"

## Загибель
Рівно через п'ять років після прийняття присяги на вірність Україні, жодного разу не порушивши кожне слово в ній, Загинув 17 листопада 2023 року біля населеного пункту Васюківка Бахмутського району Донецької області під час виконання чергового бойового завдання захищаючи волю та незалежність України смертю хоробрих.
Похований у Києві на Берковецькому кладовищі.

## Нагороди та відзнаки
Указом Головнокомандувача Збройних сил України Залужного В.Ф. від 23 жовтня 2023 року за проявлену мужність і успішне виконання завдань під час бою, вірність військовій присязі під час російсько-української війни, нагороджений почесним нагрудним знаком «Золотий хрест» (посмертно). 
Указом Президента України Зеленського В.О. від 04 червня 2024 року за особисту мужність та героїзм при виконанні військового обов'язку, в умовах пов'язаних з ризиком для життя під час російсько-української війни, нагороджений почесним нагрудним знаком Орденом «За мужність» III ступеня (посмертно).